# Danuše Nerudová
Danuše Nerudová (Brno, 4 gennaio 1979) è un'economista e politica ceca, è stata presidentessa della commissione per le pensioni e rettrice (nominata dall'allora presidente Miloš Zeman) dell'Università Mendel di Brno dal 2018 al 2022.
Candidatasi alle elezioni presidenziali della Repubblica Ceca del 2023, al primo turno è risultata la terza candidata per maggior numero di voti, ottenendo una percentuale del 13,93% e circa 770 000 voti. Al ballottaggio ha sostenuto Petr Pavel.

## Biografia
Danuše Nerudová è nata a Brno nel 1979. Vive con la sua famiglia a Kuřim.  Ha ricevuto l'istruzione primaria e secondaria presso la scuola elementare e materna in piazza Svornosti a Brno e al Gymnázium třída Kapitána Jaroše. Ha studiato politica economica e amministrazione presso la Facoltà di Economia Operativa dell'Università Mendel, completando il master nel 2002 e il dottorato nel 2005.

## Carriera accademica
Dal settembre 2007 è direttrice dell'Istituto di contabilità e fiscalità presso la Facoltà di Economia e Commercio dell'Università Mendel. È stata anche vicepreside della facoltà dal 2009 al 2014, ed è stata anche per breve tempo vicerettore dell'università (2014–2015), la più giovane titolare di entrambe queste posizioni nella storia dell'università. La sua ricerca si concentra sulla politica fiscale e sull'armonizzazione delle tasse all'interno dell'Unione europea, sulla disuguaglianza economica tra uomini e donne e sul finanziamento sostenibile a lungo termine dei sistemi pensionistici.
Nel 2017 è diventata professoressa di economia presso l'Università di Economia e Commercio di Praga. Il 1º febbraio 2018 è stata nominata dal presidente Miloš Zeman 39esimo rettore dell'Università Mendel, fino al 31 gennaio 2022.